# Transocean
Transocean — швейцарская компания, подрядчик офшорного бурения. Компания специализируется на сдаче в аренду нефтяным и газовым компаниям буровых судов вместе с оборудованием и персоналом.

## История
История компании началась в 1953 году, когда компания Southern Natural Gas Co. (управлявшая газопроводами в США) купила DeLong-McDermott, совместное предприятие двух инженерных компаний (DeLong Engineering и J. Ray McDermott’s) по производству морских буровых установок. Это совместное предприятие было переименовано в The Offshore Company. В 1954 году компания начала эксплуатацию своей первой буровой установки в Мексиканском заливе. В 1960-х годах компания одной из первых начала бурить нефтяные скважины в Северном море. В конце 1970-х годов компания начала работу в Юго-Восточной Азии, где впервые освоила глубоководное бурение с помощью полупогружённых буровых платформ.
В 1982 году The Offshore Company была переименована в Sonat Offshore Drilling Inc. В середине 1980-х годов цена на нефть резко упала, что привело к кризису в нефтегазовой отрасли, в частности в бурении скважин; число буровых платформ в мире за десять лет (с начала 1980-х по начало 1990-х годов) сократилось с 1000 до 500, стоимость аренды платформы упала с 50 тысяч долларов до менее 10 тысяч долларов в день. Как только цена на нефть начала расти в 1993 году, Southern Natural Gas Co. решила избавиться от своего бурового подразделения, разместив его акции на бирже, последние 40 % акций были проданы в 1995 году.
В сентябре 1996 года произошло слияние Sonat Offshore с норвежской компанией Transocean ASA (она была создана в середине 1970-х годов как подразделение китобойной компании); в результате слияния образовалась компания Transocean Offshore. К концу 1996 года стоимость аренды буровой платформы достигла 130 тысяч долларов в день, что позволило компании начать строительство буровых судов для ультраглубоководного бурения (на глубине более 3000 м); первое такое судно, Discoverer Enterprise, обошлось 430 млн долларов. В 1999 году было достигнуто соглашение об объединении Transocean Offshore с подразделением по морскому бурению компании Schlumberger, которое называлось Sedco Forex. В результате сделки стоимостью 3,2 млрд долларов образовалась компания Transocean Sedco Forex, крупнейшая в мире в офшорном бурении скважин. В 2001 году за 9 млрд долларов была куплена компания Reading & Bates Falcon. Наименование компании было упрощено до Transocean в 2003 году; на то время у неё было 169 буровых судов и платформ, почти второе больше, чем у ближайшего конкурента.
23 июля 2007 года компания объявила о слиянии с GlobalSantaFe Corporation. Оно было завершено 27 ноября того же года.
В 2008 году компания, зарегистрированная c 1999 года на Каймановых островах, перерегистрировалась в Швейцарии с целью минимизировать налогообложение; акции начали котироваться на Швейцарской бирже, но были сняты с листинга в 2016 году. В 2011 году была куплена норвежская компания Aker Drilling, в 2018 году — кипрская компания Songa Offshore и греческая Ocean Rig.

## Собственники и руководство
Крупнейший акционер — норвежский бизнесмен Фредерик Вильгельм Мон (Frederik Wilhelm Mohn), ему принадлежит 10,8 % акций, он входит в совет директоров. Ранее он контролировал компанию Songa Offshore, которую Transocean поглотила в 2018 году. Другими крупными акционерами по состоянию на 2023 год были The Vanguard Group (8,24 %), PRIMECAP Management Co. (5,28 %) и другие компании по управлению инвестиционными фондами.
- Чедвик Дитон (Chadwick C. Deaton) — председатель совета директоров с 2019 года, член совета с 2012 года; ранее возглавлял нефтесервисную компанию Baker Hughes (2004—2013)[7].
- Килан Адамсон (Keelan Adamson) — президент с февраля 2022 года, главный операционный директор с 2018 года, в компании с 1995 года.
- Джереми Тигпен (Jeremy D. Thigpen) — генеральный директор (CEO) с апреля 2015 года, до этого работал в National Oilwell Varco.

## Деятельность
Согласно отчёту компании, по состоянию на май 2010 года средний размер арендной платы за одну плавучую буровую установку сверхглубокого бурения компании составлял 482 тысячи долларов в день. Минимальная цена аренды плавучей буровой установки сверхглубокого бурения была установлена для нефтедобывающей платформы Sedco Express (место буровых работ — Ангола; заказчик — BP) и составляла 188 тысяч долларов в день. Максимальная — для платформы Deepwater Millennium (место буровых работ — Бразилия; заказчик — Anadarko) и составляла 568 тысяч долларов в день.
В 2022 году средняя стоимость аренды бурового судна составляла около 400 тысяч долларов в день, а средний уровень занятости буровых судов — 54 %. Крупнейшими клиентами компании в 2022 году были Shell (33 % выручки), Equinor (25 %) и Petrobras (11 %).
По состоянию на начало 2023 года компании принадлежало 37 буровых судов, из них 27 для ультраглубоководного бурения, 10 для бурения в тяжёлых условиях (однако 13 судов уже длительное время не использовались). Суда компании могут бурить скважины на глубине до 3,6 км, глубина скважин до 12 км. В 2022 году буровые суда компании использовались в Мексиканском заливе, в Северном море, на шельфе у берегов Бразилии, на африканском шельфе (Ангола, Суринам), у берегов Индии.

## Взрыв буровой платформы Deepwater Horizon
21 апреля 2010 года произошёл взрыв на принадлежащей компании буровой платформе Deepwater Horizon, которая по заказу компании BP производила бурение на шельфе Мексиканского залива в 80 километрах от побережья Луизианы.
В апреле 2011 года BP подала судебный иск на сумму 40 млрд долларов к трём компаниям, которые, по её мнению, стали виновниками аварии на платформе: Transocean, а также Halliburton (спроектировавшей цементную «пломбу» для скважины) и Cameron (изготовителя не сработавшего устройства для блокировки скважины в случае происшествий).